# 曼德龍山
46°11′21″N 10°32′11″E / 46.18904°N 10.53649°E
曼德龍山（義大利語：Monte Mandron），是意大利的山峰，位於該國北部，由倫巴第大區負責管轄，屬於阿達梅洛-普雷薩內拉阿爾卑斯山脈的一部分，海拔高度3,281米，每年平均降雨量1,357毫米。